# Дрофа (издательство)
«Дрофа́» — российское специализированное издательство учебной литературы: входит в издательскую группу «Эксмо-АСТ». Выпускает учебную и методическую литературу для начальной, основной и средней (в том числе национальной) школы; пособия для дошкольных организаций; картографическую продукцию. В мае 2017 года объединённая издательская группа «Дрофа-Вентана» преобразована в корпорацию «Российский учебник».

## Создание и развитие: 1990—2013 годы
Издательство «ДРОФА» было основано в 1990 году Юрием Дейкало и Александром Крутиком. До 1994 года издательство занималось выпуском детективов и так называемых кинороманов, ежемесячный тираж которых доходил до полутора миллионов экземпляров. Среди первых изданий были «Покровские ворота», «Вечный зов», «А зори здесь тихие», «Тени исчезают в полдень», «Богатые тоже плачут».
В 1994 году началась подготовка учебной литературы для общеобразовательных школ. Подписано соглашение с Федеральной службой почтовой связи России. Учебники «ДРОФЫ» включены в полугодовой каталог подписных изданий. Заключен договор с Министерством общего и профессионального образования России на выпуск учебников федерального комплекта 1995/1996 учебного года.
Первые учебники написаны авторами советской школы. Именами А. А. Плешакова, В. И. Сивоглазова, В. П. Дронова, Г. В. Дорофеева и др. представлено техническое направление учебной литературы. Чуть позже сложилось и гуманитарное направление: созданы учебники по русскому языку и литературе.
В 1994—2003 годах издавало книжную серию «Зелёная серия» совместно с издательством «Альфа-книга». В эту серию вошли лучшие произведения о природе наиболее известных ученых-зоологов и писателей-натуралистов.
В 1996—1997 годах издательство оказалось в центре конфликта по переделу рынка учебной литературы. 14 ноября 1996 года был убит заместитель генерального директора Владимир Вешняков, а в августе 1997 года — один из основателей издательства Александр Крутик. Эти убийства не раскрыты до сих пор.
В 1996 году после отказа государства от плановой закупки учебников издательством были налажены поставки продукции в школы Москвы и в регионы через книжные магазины и книготорговые сети.
К 1998 году в ассортименте издательства насчитывается более 1000 наименований учебной, справочной и методической литературы, из них 153 учебника — в Федеральном перечне. Начата работа по созданию картографической продукции к учебникам в союзе с «Издательством ДИК». Создано издательство «Дрофа-Медиа» — производитель развивающих игр для детей от 0 до 12 лет.
В 2000 году начато издание учебной литературы для профессионального специального образования. За 10 лет деятельности в данном направлении выпущено около 200 наименований книг общим тиражом свыше 1,5 млн экземпляров.
В 2002 году создана редакция по выпуску учебников для национальных школ, особое место среди них заняли учебники для детей-мигрантов. В связи с возросшими требованиями при подготовке детей к школе открыта редакция дошкольного образования. Создано издательство «Дрофа-Плюс», ассортимент которого составили книги для детей и юношества, произведения классиков мировой литературы и современных авторов, прикладная литература, подарочные и энциклопедические издания.
В 2003 году в рамках Президентской программы «Дети России» выпущен 100-томник «Библиотека отечественной классической литературы». В 2007 году издательство победило в конкурсе по комплектованию предметных кабинетов в рамках Национального проекта «Образование». С 2008 года начинается издание литературы просветительско-познавательного характера для внеклассного и семейного чтения — «Библиотека зарубежной классики», «Библиотека путешествий», «Перекрестки истории».
В 2010—2011 годах первые учебники (начальное общее образование) успешно прошли экспертизу на соответствие новому Федеральному государственному общеобразовательному стандарту (ФГОС).
В октябре 2012 года издательство включено в перечень организаций — победителей конкурса Департамента образования г. Москвы на получение гранта на разработку электронных учебников. К февралю 2013 года был разработан первый учебник, основанный на УМК «Изобразительное искусство. 5 класс» С. П. Ломова. Также в 2013-м начал работу бесплатный онлайн-переводчик — более 20 бесплатных онлайн-словарей по шести языкам.
Общий тираж продукции издательства в начале 2010-х достигает 40 млн экземпляров; ежегодно осуществляется выпуск не менее 200 новинок.

## Объединённая издательская группа: 2014—2017 год
В 2014 году «Дрофа» стала частью группы компаний «Эксмо-АСТ» (руководитель О. Е. Новиков). При этом сохранена независимость в разработке и развитии редакционного портфеля с учётом накопленного издательством опыта. В числе успешных проектов данного периода — создание электронных форм всех учебников и их успешная апробация, получение бессрочной лицензии Минэкономразвития на выпуск картографической продукции, включение новой линии УМК по отечественной истории в Федеральный перечень как соответствующей историко-культурному стандарту.
В 2015 году в составе «Эксмо-АСТ» образована объединённая издательская группа «Дрофа» — «Вентана-Граф» (при участии «Астрель»). Консолидации редакционных, методических и сбытовых структур дало мощный импульс развитию компаний.
В 2016 году издательский портфель объединённой группы (более 3000 наименований) включает системы и линии учебно-методических комплектов по всем предметам для всех уровней общего образования (дошкольное, начальное, основное и среднее) для разных уровней подготовки учеников (стартовый, средний, высокий), самые востребованные педагогами и учениками страны атласы и контурные карты по географии и истории. Доля учебников в актуальном Федеральном перечне составляет 40 %, доля наглядных пособий на рынке учебной картографической продукции РФ — 75 %. При этом «ДРОФА» сохраняет лидирующие позиции в естественно-научном сегменте: 78 % учебников биологии, 68 % учебников химии, 56 % учебников физики.
Объединённая издательская группа «Дрофа» — «Вентана-Граф» осуществляет сотрудничество более чем с 200 книготорговыми структурами по всей стране. Ежедневно проводится не менее 10 методических мероприятий в разных регионах (семинары, вебинары, мастер-классы, конференции). Осуществляется активное взаимодействие с федеральными и региональными институтами развития образования, для учителей открыты курсы повышения квалификации.
Для оптимизации образовательного процесса созданы инновационные цифровые и интернет-ресурсы:
- YouTube-канал с модульными видеокурсами для учителей;
- Lecta (lecta.ru) — доступ к электронным учебникам;
- Атлас+ (lecta.ru/atlasplus) — интерактивные наглядные пособия;
- «Страна читающая» (lit.drofa-ventana.ru) — популяризация чтения художественной литературы;
- «Страна с великой историей» (hist.drofa-ventana.ru) — история России для учителей и учеников.

Объединённая группа принимает активное участие в реализации национальных проектов (Программа поддержки и развития чтения, Программа повышения финансовой грамотности). В сентябре 2016 года «Дрофа» — «Вентана-Граф» признана Федеральным агентством по печати и массовым коммуникациям и Российским книжным союзом издательством года.

## Корпорация «Российский учебник»: 2017 год — настоящее время
В мае 2017 года объединённая издательская группа «Дрофа-Вентана» преобразована в корпорацию «Российский учебник». Издательский портфель — 38 % Федерального перечня учебников, доля на рынке учебной литературы — 28 %.